# Kosraesumphöna
Kosraesumphöna (Zapornia monasa) är en utdöd fågel i familjen rallar inom ordningen tran- och rallfåglar. Den förekom tidigare i Mikronesien i Stilla havet, men har inte setts sedan 1828.

## Utseende och läte
Kosraesumphönan var en 18 cm lång flygoförmögen rall. Fjäderdräkten var huvudsakligen blågråglänsande svart, på hakan och strupen något ljusare. Vidare var ving- och stjärtpennor något brunare. Inre övre vingtäckarna var brunaktiga med vita fläckar och undre stjärttäckarna vitfläckade. Benen var röda, liksom ögat, medan näbben var svart. Inga exakta beskrivningar finns av dess läte 

## Utbredning och utdöende
Arten är endast känd från två exemplar som samlades in 1827 och 1828 på ön Kosrae i Mikronesien. Redan då beskrevs den som ovanlig. Arten tros ha fallit offer för råttor som medföljde valskapp och missionärer under 1830- och 1840-talen.

## Levnadssätt
Kosraesumphönan hittades i olika miljöer, som våtmarker vid havsnivån liksom i taroodlingar och skuggiga skogsområden. I övrigt är inget känt om dess leverne.

## Släktestillhörighet
Tidigare placerades den i släktet Porzana, men DNA-studier visar att dess förmodade nära släkting dvärgsumphönan endast är avlägset släkt med typarten för Porzana, småfläckig sumphöna, och förs därför numera tillsammans med flera andra arter till ett annat släkte, Zapornia.

## Taxonomi och namn
Kosraesumphönan beskrevs taxonomiskt av Heinrich von Kittlitz 1858. Dess vetenskapliga artnamn monasa betyder "ensamlevande".